# Мендельсон Моріс Йосипович
Моріс Осипович Мендельсон (1 квітня (14 квітня) 1904 року, Катеринослав, Російська імперія — 21 грудня 1982 року, Москва, СРСР) — радянський учений-американіст, критик і літературознавець, літератор. Доктор філологічних наук (1957), професор (1959).

## Біографія
Народився в місті Катеринославі, закінчив гімназію (1921).
У 1922 році виїхав до США. Вступив до Комуністичної партії США. В 1926 закінчив факультет громадських наук Міського коледжу Нью-Йорка, деякий час працював в АМТОРГ завідувачем відділу друку; публікував свої вірші в журналі «Новий світ», зустрічався з Володимиром Маяковським, Сергієм Єсеніним, Айседорою Дункан.
У 1931 році повернувся до Радянського Союзу. У 1932–1940 роках був відповідальним редактором журналу «Нова техніка».
З 1939 Мендельсон викладав історію англійської та американської літератури в московських вишах. 1939 року викладав у Вищій партійній школі (ВПШ).
У 1940–1941 роках був завідувачем кафедри іноземної мови Московського автомобільно-дорожнього інституту (МАДІ), доцент (з 5 липня 1941 року).
Після початку Німецько-радянської війни пішов на фронт, але був відкликаний для роботи у Всесоюзному Радіокомітеті начальником англо-американського відділу, потім працював як політичний оглядач. У 1945 році брав участь у переговорах Георгія Жукова та Дуайта Ейзенхауера.
З 1946 року Мендельсон викладав у Московському державному педагогічному інституті іноземних мов (МДПІЗМ). Читав лекції англійською мовою. За спогадами правнука, «його студенти отримували можливість послухати тексти Твена та Вітмена мовою оригіналу. Він представляв їм американську мову, американський варіант англійської мови, Америку очима Твена та Вітмена. Для прадіда вони були засновниками національної традиції та американської літератури, саме цю ідею він розвивав на своїх спецкурсах. Той же Твен у виконанні мого прадіда звучав приголомшливо цікаво, студенти краще розуміли сенс гумору Марка Твена». Співредактор 12-томного зібрання творів Марка Твена (1959—1961, з Г. А. Єлістратовій та А. І. Старцевим).
13 червня 1955 року на вечорі у Великому Залі Московської консерваторії до 100-річчя від дня виходу «Листя трави» Мендельсон і К. І. Чуковський виступили з доповідями про творчість В. Вітмена.З 1960 — старший науковий співробітник, керівник групи «Історія літератури США» в Інституті світової літератури (ІМЛІ).
Мендельсон — один з найбільших дослідників творчості Марка Твена, Волта Вітмена, Скотта Фіцджеральда, Сінклера Льюїса, Джона Стейнбека, Альберта Мальца, Вільяма Фолкнера, Джона Апдайка, Ленгстона Г'юза, Ірвіна Шоу та інших у Радянському Союзі.. Автор близько 200 статей про американську літературу. Учасник та редактор збірок «Сучасна література США» (1962), «Проблеми історії літератури США» (1964), "Сучасне літературознавство США. Спори про американську літературу "(1969) тощо. Співредактор 12-томного зібрання творів М. Твена (1959—1961).
За спогадами, «в умовах холодної війни його книги допомагали пам'ятати про демократичну спадщину американської літератури та зберігати та розвивати дружні почуття стосовно американського народу. Він залишався другом та шанувальником Америки до кінця своїх днів».
Син Михайло (нар. 1930, Нью-Йорк), лікар-нефролог.
Похований у Москві на Головинському цвинтарі.

## Основні роботи
Книги
- Багато хліба (1933) — повість про російських емігрантів у Нью-Йорку
- Марк Твен (1939 — «Марк Твен»), 1958, 1964) — серія «Життя чудових людей».
- Уолт Вітмен (1954)
- Сучасний американський роман (1964)
- Життя та творчість Вітмена (1965)
- Сучасне літературознавство США. Суперечки про Американську літературу (1969)
- Американська трагедія Теодора Драйзера (1971)
- Американська сатирична проза XX століття (1972)
- Life and Work of Walt Whitman (М.: Прогрес, 1976)
- Роман США сьогодні (1977)
- Роман США сьогодні — на зорі 80-х років (1983, посмертно)

Статті
- Література духовної кризи [цикл статей] // «Література і життя», 1960, 12, 19, 26 жовт.; 11, 16 листопада; 2, 7, 11, 21 груд.
- Поезія громадянської війни США // «Питання літератури», 1962, № 2;
- Друге народження Сінклера Льюїса // «Зірка», 1964 № 6;